# 傑拉德·德布魯
傑拉德·德布魯（法語：Gérard Debreu，法語發音：[dəbʁø]；1921年7月4日—2004年12月31日），又譯為热拉尔·德布勒，生於法國加萊，著名數學家與經濟學者，擁有法國與美國國籍。他在數理經濟學與拓樸學方面有傑出的貢獻，為1983年諾貝爾經濟學獎得主。

## 生平
其父親與外祖父，在法國加萊經營蕾絲製造及販賣。德布魯從小家境富裕，在二次大戰期間，在中立地帶準備高中會考。1941年，為準備高等師範學校的入學考試，他到達巴黎。1944年，諾曼地登陸爆發，德布魯加入法國軍隊，至阿爾及利亞受訓。之後，他隨法國軍隊到達德國佔領區，在此服役，直到1945年7月退伍。在這段期間，他對里昂·瓦尔拉斯的一般均衡理論發生興趣，開始研究經濟學。
1946年至1948年間，在法國國家科學研究中心擔任助理。他的研究重心由數學轉向經濟學。
1948年，獲得洛克菲勒基金會獎學金（Rockefeller Fellowship）補助，到達美國。因為洛克菲勒基金會的補助，讓他可以訪問數間美國大學，其中也包括1949年至1950年間，在乌普萨拉大学及奧斯陸大學任教。1950年，傑拉德·德布魯在位於芝加哥大學內的考爾斯基金會(Cowles Foundation)工作。他在此工作五年，但期間仍然固定在美國與巴黎之間往返。
1954年，與肯尼斯·约瑟夫·阿罗合作，出版《競爭經濟體下存在的均衡》（Existence of an Equilibrium for a Competitive Economy）。
1955年，至耶魯大學任教。
1959年，出版《價值理論：經濟均衡的分析原則》（Theory of Value: An Axiomatic Analysis of Economic Equilibrium）。
1962年，擔任美國柏克萊加州大學教授。
1976年，獲得法國榮譽軍團勳章。
1990年，擔任美國經濟學會會長。
2004年12月31日，在新年前夕，在巴黎過世，享年83歲。

## 家庭
1946年，德布魯與法蘭索瓦斯·布萊德（Françoise Bled）結婚。他們的孩子，尚塔爾（Chantal）與弗羅倫斯（Florence），分別在1946年與1950年出生。

## 外部連結
- Gerard Debreu‘s Secrecy: His Life in Order and Silence （页面存档备份，存于）